# آلته هسل
آلته هسل (به آلمانی: Alte Hessel) یک رود در آلمان است که در نوردراین-وستفالن واقع شده‌است.